# Izborna jedinica
Izborna jedinica pododjel je države nastao za potrebe izbora kako bi se stanovništvu pružila zastupljenost u širem državnom zakonodavnom tijelu npr. saboru. 
Svaka izborna jedinica ima zakonom propisane granice i koliko će se zastupnika birati u njoj. Općenito, samo biračima koji žive unutar izborne jedinice dopušteno je glasovati na izborima koji se tamo održavaju. Predstavnici izborne jedinice mogu biti izabrani izravnim izborima prema općem pravu glasa, neizravnim izborima ili drugim oblikom prava glasa.
Izborne jedinice mogu se razlikovati prema broju mandata koji se dodjeljuju u njoj i vrsti izbornog procesa koji se koristi.
Ako se po izbornoj jedinici dodjeljuje točno jedno mjesto, govori se o jednomandatnim izbornim jedinicama (ili jednočlanim izbornim jedinicama) u kojima pobjeđuje kandidat s relativnom ili apsolutnom većinom. Postoje i izborni sustavi s višemandatnim izbornim jedinicama (ili višečlanim izbornim jedinicama), tj. to znači da treba osvojiti više od jednog mandata. Dodjela samo jednog mandata po izbornoj jedinici je starija metoda i stoga je raširenija u svijetu. Višemandatne izborne jedinice postoje u Irskoj već desetljećima, a također su se neko vrijeme koristile na izborima za škotski regionalni parlament. Primjeri izbornih sustava s višemandatnim izbornim jedinicama su binomni izborni sustav koji se koristi u Čileu i Indoneziji i sustav s neprenosivim pojedinačnim glasovanjem koji se koristi u Japanu, među ostalima.
Nadalje, izborne jedinice razlikuju se prema izbornim postupcima koji se u njima koriste. Sukladno tome, zamisliv je cijeli niz mogućih tipologija izbornih jedinica. I izborne jedinice s jednim mandatom i izborne jedinice s više mandata mogu se kombinirati s različitim izbornim postupcima.
Ponekad je na izborima samo jedna izborna jedinica za cijelo izabrano tijelo. Primjer su hrvatski predsjednički izbori.